# Народный собор
«Народный собор» (полное название Всероссийское общественное движение «Народный Собор») — российское ультранационалистическое ультраправое общественное движение, опирающееся на идеи имперского национал-патриотизма и православия и продвигающее собственное виденье «традиционных семейных ценностей».
Официально Народный собор выступает против пропаганды гомосексуализма и либеральных ценностей, отметился рядом погромов и насильственных акций. 

## Структура и руководство
По оценкам центра «Сова», Движение является коалицией небольших организаций православно-монархического направления, объединённых по сетевому принципу, и не имеет чёткой структуры. По оценкам самого «Народного собора», на декабрь 2010 года имелись отделения в 45 регионах России, в составе движения было более 250 различных общественных организаций и объединений; со слов Кассина, «ядро» движения состоит примерно из 20 организаций. Однако их реальный размер определить сложно, так как все они созданы одними и теми же людьми, выступающими коллективными и индивидуальными учредителями друг друга; его члены зачастую представляют несколько групп. Столь широкое определение членства позволило небольшой организации заявлять о своей массовости и всероссийском масштабе.

### Сопредседатели
- Владимир Евгеньевич Хомяков
- Олег Юрьевич Кассин

### Координаторы

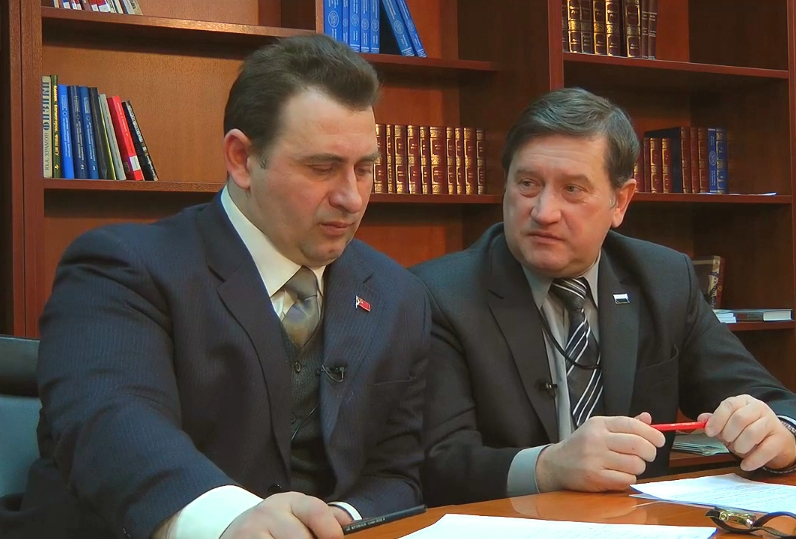
Максим Калашников (слева) и председатель центрального совета движения «Народный собор» Владимир Хомяков в эфире программы «Национальный вопрос», 25 февраля 2011

Почётными координаторами «Народного собора» и членами Центрального Совета являются:
- Крутов А. Н., президент «Международного фонда славянской письменности и культуры», главный редактор журнала «Русский дом»;
- Солуянов А. П., Герой Советского Союза, генерал-майор ВДВ;
- Маргелов А. В., Герой России, президент Фонда содействия ВДВ и спецназу имени Генерала армии В. Ф. Маргелова, сын создателя современных ВДВ;
- Крупин В. Н., сопредседатель Союза писателей России;
- Грешневиков А. Н., депутат Госдумы 1-5 созывов;
- Бурляев Н. П., президент Международного кинофорума «Золотой витязь», Народный артист России;
- Калашников М. А. (В. Кучеренко), писатель-футуролог;
- Виноградов Б. А., депутат Госдумы 4-го созыва, заместитель министра образования с 1998 по 2002 год;
- Бородина А. В., автор-разработчик курса «Основы православной культуры», кандидат педагогических наук.

## Идеология
Своей целью «Народный собор» называет преобразование России на основе «традиционных духовно-нравственных ценностей Русской цивилизации», отвергая любые концепции, воспринимаемые движением как «западные» или «либеральные». Движение оценивает православие как «культурообразующую» религию, выделяя в ней общие с исламом «моральные ценности» (что позволило НС на основании этой совместимости заявлять и о лояльности исламу); антииудаизм и антисемитизм в риторике присутствуют, но не являются значимым её компонентом.
По оценкам центра «Сова», НС выступает с позиций культурного расизма, но с перенятыми от организации «Русское национальное единство» элементами биологического расизма: предусмотрено разделение «этнических русских» и «русских по сути» (людей, перенявших «Русские национальные ценности»).
«Народный собор» выступает против «деструктивных сект» (в частности свидетелей Иеговы), «ювенальной юстиции», обязательного введения ИНН, за запрет абортов и суррогатного материнства, против ЛГБТ и «разрушающих детскую психику» иностранных игрушек, гей-парадов и иных действий, оцениваемых ими как на подрывающие «духовно-нравственных ценности». Выступая за контроль иммиграции (но не так жёстко, как ДПНИ), НС поддерживает льготное получение гражданства «соотечественниками» и присоединение к России «обладающих реальным суверенитетом территорий, население которых считает себя частью „Русского мира“». Идеальной формой существования для России называется «Соборная суверенная Империя» с жёсткой этнической иерархией: на вершине — государствообразующий «русский народ», который выполняет роль покровителя «малых народов» и защищает их от «относительно крупных „малых народов“» на территории своей империи. При этом Народный собор отличается лояльным отношением к политическому режиму. Глава центра «Сова» А. Верховский предположил, что подобный «имперский» подход стал причиной упадка и падения популярности организации в 10-х годах из-за сложности конкурирования с набравшими к тому времени популярность национал-демократами.
По словам М. Г. Делягина, «Народный Собор…практически встал в авангарде борьбы российского общества за семью, против пропаганды разного рода извращений: от сексуальных до политических».

## Деятельность
По материалам Управления Федеральной регистрационной службы по Новгородской области, движение «Народный собор» в начале 2013 года работало над созданием специального крыла по мониторингу и выявлению сект в России, призванного помогать правоохранительным органам в борьбе с сектантством. По словам Кассина, у движения достаточно специалистов в области религиоведения для плодотворной работы по борьбе с сектами.

### Тренировочные лагеря
Входящая в «Народный собор» казацкая организация «Стяг» в сотрудничестве с националистической организацией «Словацкое движение возрождения» организует и проводит спортивные состязания, молодёжные военно-патриотические сборы, тренировки и военизированные учения. Организация военизированных тренировок проводится на территории подмосковных православных церквей. Согласно оценке Robert Lansing Institute, в военизированной организации «Народного собора» проходил обучение глава пророссийской неонацистской группировки «Словацкие призывники», причастной к покушению на премьер-министра Словакии Роберта Фицо.

### Активизм
«Народный собор» добился выделения бюджетных средств на реконструкцию памятника Минину и Пожарскому в Москве. Является одним из инициаторов воссоздания Страстного монастыря и восстановления полковского Храма Преображенского полка. Добивается возвращения иконы Спаса Нерукотворного на Спасскую Башню Московского Кремля и восстановления двуглавых орлов над кремлёвскими башнями. Вместе с прихожанами и участниками движений «Архнадзор» и «Святая Русь» защищали постройки храма Воскресения Христова в Кадашах.
Движение инициировало возбуждение ряда уголовных дел в отношении:
- директора музея им. Сахарова Юрия Самодурова и заведующего отделом новейших течений Государственной Третьяковской галереи Андрея Ерофеева по факту проведения ими в 2006 году выставки «Запретное искусство — 2006»[21][22]. 12 июля 2010 года Таганский суд Москвы признал виновными организаторов выставки (Самодурова и Ерофеева)[23] в разжигании религиозной вражды и приговорил их к уплате штрафа. Юрия Самодурова суд обязал уплатить 200 тысяч рублей, а Андрея Ерофеева — 150 тысяч рублей. 4 октября 2010 года Московский городской суд отклонил кассационную жалобу Самодурова и Ерофеева, признав приговор организаторам выставки законным[24].
- Группы феминисток, устроивших акцию в храме Христа Спасителя[25][неавторитетный источник].

Движение инициировало начало прокурорский проверок:
- Обстоятельств выдачи Министерством культуры прокатных удостоверений на демонстрацию фильмов, содержащих ненормативную лексику, непристойные и вульгарные выражения сексуального характера. По заявлению «Народного Собора» была проведена прокурорская проверка, по её результатам было отозвано 147 прокатных удостоверений на фильмы, содержащие ненормативную лексику[22][26].
- в связи с выставкой «Яблоки падают одновременно в разных садах», прошедшей в июле в центре современного искусства «Винзавод» на предмет наличия на выставке порнографической продукции[27].
- по факту возможного наличия состава преступления в действиях арт-группы «Война», организовавшей акцию в Биологическом музее зимой 2008 года[28].

В 2003 году активисты НС участвовали в погроме выставки «Осторожно, религия!».
В 2007 году НС подал жалобу в генпрокуратуру на нобелевского лауреата Виталия Гинзбурга за его антиклерикальное заявление.
17 апреля 2008 года «Народный собор» обратился к властям в защиту Патриаршего Подворья в Сокольниках.
«Народный собор» 30 октября 2010 года на Болотной площади Москвы провёл митинг «За Россию без грязи». Главным требованием митингующих было введение запрета на проведение в России гей-парадов. Всего митинг посетило 2 тысячи человек. Поводом для митинга стало решение Европейского суда по правам человека, признавшего неправомерным решение московских властей о запрете гей-парадов. Накануне митинга «Российская газета» опубликовала статью председателя Конституционного суда РФ Валерия Зорькина «Предел уступчивости», где он высказал мысль, что Россия может не признать некоторые решения ЕСПЧ, в частности в отношении гей-парадов.
20 ноября 2010 года в Санкт-Петербурге совместно с группой неонацистов, сторонниками «Русского имперского движения» и футбольными фанатами «Народный собор» напал на участников согласованного ЛГБТ-пикета организации «Равноправие» — их забрасывали яйцами, петардами, отбирали, ломали и растаптывали плакаты и транспаранты, выкрикивая оскорбления «Содом не пройдет», «Педерасты, вон из Питера!», «Долой педерастов!».
В 2012 году «Народный собор» отметился протестами против концертов Мадонны (за её поддержку ЛГБТ) и пикетированием выставки Марата Гельмана «Родина».

#### Акция «Имперская ленточка»
«Имперская ленточка» — небольшая (длинной около 45 см и шириной 3,5 см) лента цветов чёрно-жёлто-белого гербового флага Российской империи. В 1990-е годы «Имперский флаг» стал флагом русского национального движения. По задумке авторов акции, такая ленточка на одежде или сумке должна стать опознавательным знаком русских националистов. За осень 2010 года были розданы десятки тысяч лент, их можно было видеть на многих участниках «Русского марша» 2010 как в Москве, так и в других городах.

#### Известные инициативы
- Всероссийский крестный ход «Память благодарных потомков» (2012), посвящённый 400-летию победы Народного ополчения под руководством Кузьмы Минина и Дмитрия Пожарского[36][неавторитетный источник].
- Инициирование сбора подписей под обращением к депутатам Мосгордумы с просьбой принять законопроект, запрещающий пропаганду гомосексуализма (2012)[37].
- Общественная поддержка Владимира Квачкова и его группы, обвиняемых в покушении на Анатолия Чубайса[11].

### Издания движения
Движение издаёт газету «Народный собор» с тиражом 100 тысяч экземпляров; с 2010 по 2012 года московское отделение издавало к ней приложение «Новое поколение» (тираж — 10 тысяч).

### Участие в войне на Донбассе
Участники «Народного собора» поддерживали войну на востоке Украины как информационно (в акциях в поддержку «русской весны» принимало санкт-петербургское отделение НС во главе с Анатолием Артюхом), так и непосредственно принимая участие в боевых действиях. В частности руководитель подмосковного отделения НС Роман Теленкевич стоял у истоков создания вооружённого формирования E.N.O.T. Corp., ближайшим помощником Игоря Стрелкова был глава украинского отделения «Народного собора» И. М. Друзь, также занимался вербовкой и лично принимал участие в военных действиях руководитель воронежского отделения Евгений Мазепин.

## Скандалы
В 2016 году покончил с собой сын новосибирского «православного активиста» Юрия Задои Константин Задоя. По данным СМИ, отец (активный участник Народного собора (председатель новосибирского отделения), отметившийся организацией протестов против концертов Мэрилина Мэнсона и группы Ленинград, против выставки Марата Гельмана «Родина», против постановки оперы Вагнера «Тангейзер» и рядом исков против организаторов «Монстрации») на фоне идеологического конфликта с сыном довёл того до самоубийства, оказывая психологическое давление вначале самостоятельно, а затем — путём помещения сына в психиатрическую больницу. Кампанию по освобождению Константина Задои поддержала, в частности, организация Amnesty International; Однако Константин покончил с собой уже после освобождения из клиники.

## Организации-партнёры
- Входящие в состав НС:
  1. Народная защита[44]
  2. Организация содействию православному и военно-патриотическому воспитанию «Стяг»[11]➤
  3. Студенческое объединение «Русский вектор»[11]
- Сторонние организации:[уточнить]
  1. Международный фонд славянской письменности и культуры
  2. Всероссийская Общественная Организация «АнтиАлкогольный Фронт»
  3. Всероссийская общественная организация ветеранов «Боевое братство»
  4. Общероссийское общественное движение «Деловые женщины России»
  5. Международный казачий экономический союз
  6. Международный союз общественных объединений ветеранов Вооружённых сил и правоохранительных органов
  7. Русское императорское историческое общество
  8. Фонд «Основы православной культуры»
  9. Движение в поддержку православных приютов и детских образовательных учреждений «Пчёлки»
  10. Фонд содействия объединению русского народа «Русские»
  11. Политическая партия «Великая Россия»
  12. Политическая партия «Родина: здравый смысл»
  13. Общественно-политическое движение социального большинства России «ЯРъ»
  14. Межрегиональное патриотическое молодёжное общественное движение «Новый Рубеж»